# Seigokan
Seigokan (正剛館) es una variante del estilo de Karate- Do tradicional Goju Ryu fundado por el Gran Maestro Seigo Tada (1922-1997) Hanshi (8ºDan), en 1945. 
Seigo Tada era uno de los principales alumnos del fundador del estilo Goju Ryu de Karate; el maestro Chōjun Miyagi y el responsable del club del karate en la Universidad de Ritsumeikan. En los años 60 era considerado la asociación más importante de Goju-Ryu (Kai-Ha) de Japón, con más de 200.000 miembros, siendo hoy día una de las más importantes.
Tiene dos katas particulares, Kihon-Tsuki-no-kata y Kihon-Uke-no-kata además del kata de Goju-ryu, el Sanchin, el Tensho, el Gekisai Dai Ichi, el Gekisai Dai Ni, el Saifa, el Seienchin, el Seipai, el Shisochin, el Sanseru, el Seisan, el Kururunfa y el Suparinpei tradicionales, Yakusoku Kumite en las variantes 1 a 7 de Zenkutsu y 1 a 7 de Shikodachi, así como Torite también en las variantes 1 a 7.
Su Honbu Dojo está en la ciudad de Himeji, Japón, siendo hoy en día toda la Asociación de Karatedo Seigokan del Japón (SAJKA) presidida por Sandaime Kancho o Soke Seigo Tada III, el sucesor de la señora Drª Okamoto Michiko (Seigo Tada II), la viuda de Seigo Tada Hanshi.
El miembro más bien conocido de Seigokan es Atsuko Wakai, cuatro (4) veces campeón del mundo WKF de Kata. Dos miembros de alto rango de Seigokan tenían un papel importante en los asuntos continentales y del mundo de karate. El difunto José Martins Achiam 7º Dan (1944-2008) fue un miembro del Comité Ejecutivo de la Federación Mundial de Karate (WKF) y Secretario General de la Federación de Karatedo de Asia (AKF). Bill K.S. Mok (7º Dan) es actualmente un miembro del Comité Ejecutivo de la WKF, Vice President y Secretario General Interino de AKF. El Instructor Europeo Responsable de Seigokan es el Shihan José Manuel Guerreiro Santana (6º Dan) de Seigokan Portugal, siendo el máximo responsable en América el Shihan Roberto Takeshi Fukuchi (7ºDan) del Brasil.
Hay ramas de Goju-ryu Seigokan por todo el mundo específicamente en los Estados Unidos, Canadá, el Brasil, el Chile, Venezuela, Colombia, Portugal, Italia, Inglaterra, México, Australia, la India, China (Hong Kong y Macau), Filipinas, Sri Lanka, Nepal y Irán.